# Classe Freccia (motocannoniera)
Le motoconvertibili classe Freccia  costruite negli anni sessanta sono state l'evoluzione della precedente classe Lampo. Sono state costruite tra il 1963 e il 1966 in due esemplari sulle quattro unità previste. Le altre due unità, Dardo e Strale, secondo alcune fonti avrebbero costituito la nuova classe Dardo (omonima della classe Dardo dei cacciatorpediniere), una evoluzione di questa classe.

## Costruzione
Il progetto di queste motocannoniere convertibili venne preparato nel 1963, con lo scopo di eliminare tutte le carenze emerse durante il periodo di valutazione della MC 491 e la costruzione venne affidata ai cantieri navali di Riva Trigoso e Monfalcone. Le due unità nell'aspetto differivano in maniera evidente da quelle realizzate nell'Arsenale di Taranto, presentando un profilo diverso dello scafo e una diversa conformazione della sovrastruttura, replicandone nel complesso le caratteristiche, con i necessari miglioramenti apportati in seguito all'esperienza conseguita sulla MC 491.
Le due unità navali la cui costruzione venne annullata avrebbero dovuto essere realizzate nei cantieri Tosi di Taranto. Soltanto il Dardo venne impostato il 10 giugno 1964, ma non venne mai varato. La costruzione delle due unità venne definitivamente annullata nel 1972.

## Propulsione
L'apparato motore di queste motocannoniere, su tre assi, comprendeva una turbina a gas e due motori Diesel in configurazione CODAG, con eliche a passo variabile; fu il secondo esempio di utilizzo di turbina a gas dopo quello sulla classe Lampo, con i suoi motori Diesel Fiat x 1832, uno per ogni linea d'asse laterale, sviluppavano ciascuno una potenza massima di 3600 hp e 2750 CV di potenza continua.
Le unità con i soli motori Diesel potevano raggiungere una velocità massima di 27 nodi, mentre con i due motori Diesel e la turbina a gas, nello specifico una Proteus Marx 1276 che agiva sull'asse centrale, la velocità massima era di 39 nodi con spunti di velocità, con carico normale, di oltre 40 nodi.
I motori Diesel agivano sulle eliche mediante l'interposizione di un dispositivo per la variazione del passo delle eliche e permettere di sfruttare al massimo la potenza dei motori Diesel in ogni condizione operativa. Le variazioni di velocità e l'inversione di moto venivano ottenute agendo a distanza su un solo organo di regolazione e manovre per ciascun motore. L'autonomia, con sola propulsione Diesel era di 900 miglia a 26 nodi.

## Radar
Le unità sono state inizialmente dotate di radar di navigazione e di scoperta di superficie S.M.A. 3N10 sostituito dal radar AN/SP-21  e a partire dagli anni settanta dal radar 3ST-7/250. Solo su Nave Saetta venne imbarcato il radar di scoperta di superficie Selenia RTN 150 per il sistema Nettuno.

## Armamento
L'armamento poteva includere cannoni da 40/70 mm e/o tubi lanciasiluri da 533 mm in diverse configurazioni, che potevano essere modificate, passando da una configurazione all'altra, con poche ore di preavviso. In tutte le configurazioni l'armamento principale era costituito da una o più mitragliere 40/70 mm con alimentatori di caricamento automatici, il cui volume di fuoco consentibile era di 270 colpi al minuto per canna, asservite a una colonnina di punteria generale di tipo giroscopico a punteria ottica e/o radar.
L'armamento di tipo convertibile si basava sulle seguenti versioni:
Motocannoniera
- 3 cannoni singoli da 40/70 mm
- 2 cannoni singoli da 40/70 mm; 1 lanciarazzi da 105 mm

Motosilurante
- 1 cannone singolo da 40/70 mm; 4 tubi lanciasiluri tipo Bargiacchi collocati nella zona di centro-poppa[1]

Motocannoniera/Motosilurante
- 2 cannoni singoli da 40/70 mm; 2 tubi lanciasiluri

Vedetta antisommergibile
- 2 cannoni singoli da 40/70 mm; 2 tramogge scaricabombe antisommergibile

Posamine
- 1 cannone singolo da 40/70 mm; 8-14 mine da fondo, sistemate su carrelli a perdere e sganciabili a poppa per mezzo di due ferroguide

## Storia
Le unità della classe, compreso quelle la cui costruzione venne annullata, portano i nomi dei quattro cacciatorpediniere della Regia Marina della Classe Dardo, realizzate negli anni trenta e andate perdute nel corso del secondo conflitto mondiale.

## Unità della Classe Freccia della Marina Militare
| Marina Militare - Classe Freccia | Marina Militare - Classe Freccia | Marina Militare - Classe Freccia    | Marina Militare - Classe Freccia | Marina Militare - Classe Freccia | Marina Militare - Classe Freccia | Marina Militare - Classe Freccia |
| Matricola                        | Nome                             | Cantiere                            | Impostazione                     | Varo                             | Entrata in servizio              | Radiazione                       |
| -------------------------------- | -------------------------------- | ----------------------------------- | -------------------------------- | -------------------------------- | -------------------------------- | -------------------------------- |
| MC 590 / P 493                   | Freccia                          | Cantieri del Tirreno - Riva Trigoso | 30 aprile 1963                   | 9 gennaio 1965                   | 6 luglio 1965                    | 15 febbraio 1985                 |
| MC 591 / P 494                   | Saetta                           | CRDA - Monfalcone                   | 11 giugno 1964                   | 11 aprile 1965                   | 25 aprile 1966                   | 15 maggio 1986                   |

## Servizio
Le due unità sono state inquadrate nella sezione motocannoniere della III Divisione Navale di base a Brindisi, rimanendo in servizio fino a metà degli anni ottanta, quando si imposero definitivamente nuovi e più efficaci sistemi d'arma, quali il missile e il cannone a tiro rapido e le motocannoniere vennero sostituite dagli aliscafi della classe Sparviero.

### Freccia
La prima unità venne realizzata nel cantiere navale di Riva Trigoso. L'unità impostata il 30 aprile 1963 come MC 590, venne varata il 9 gennaio 1965, entrando in servizio il 6 luglio dello stesso anno e denominata poi Freccia con distintivo ottico P 493, il successivo 1º settembre. Andata in disarmo il 15 settembre 1984 venne radiata il 15 febbraio 1985.
Madrina dell'unità fu la signora Irene Bisagno, madre del sottotenente di vascello Ettore Bisagno pluridecorato ufficiale della Regia Marina nella seconda guerra mondiale. Il 16 aprile 1941, imbarcato sul cacciatorpediniere  Luca Tarigo, nello scontro presso le secche di Kerkennah, unico ufficiale superstite della sua nave in procinto di affondare, riuscì a silurare e affondare il cacciatorpediniere inglese Mohawk. Per questa azione venne decorato con la Medaglia d'argento al valor militare. Successivamente destinato alla XIX Squadriglia MAS nel Mar Nero, al comando del suo MAS, mentre partecipava all'assedio di Sebastopoli, nel corso di un'azione condotta contro unità nemiche che trasportavano reparti da sbarco dotati di armi automatiche, impegnava un ravvicinato combattimento distruggendo e affondando il naviglio nemico, venendo però gravemente colpito, spirando il 21 giugno 1942 all'ospedale da campo di Sinferopoli. Per questa azione Ettore Bisagno venne decorato con la medaglia d'oro al valor militare.

### Saetta

Il Saetta con il sistema Nettuno

La seconda unità venne realizzata nei Cantieri Riuniti dell'Adriatico di Monfalcone, venne impostata sugli scali l'11 giugno 1964 inizialmente come MC 591, nel corso del suo allestimento venne poi denominata Saetta con il distintivo ottico P 494. L'unità varata l'11 aprile 1965 è entrata in servizio il 25 aprile 1966 ed è stata radiata il 15 maggio 1986.
L'unità è stata utilizzata per la sperimentazione del sistema missilistico a corto raggio superficie-superficie Nettuno/Sea Killer. Il sistema costituito da un lanciatore quintuplo associato a una centrale di tiro Sea Hunter 2 prese il posto del cannone centrale da 40 mm e venne imbarcato a bordo dell'unità nel 1966.
Madrina dell'unità fu la signora Maria Borella, sorella del capitano di Corvetta Ugo Botti, Medaglia d'oro al Valor Militare, che il 16 giugno 1940 al comando del sommergibile Provana affrontò nei pressi di Orano un convoglio francese scortato da unità di superficie. Il sommergibile, colpito a seguito della reazione nemica da bombe di profondità che ne rendevano difficile la permanenza in immersione, manovrava per venire in superficie e affrontare l'avversario col cannone, ma le navi di scorta, insistendo nel contrattacco, lo costrinsero all'immersione, ma mentre si immergeva il battello venne speronato affondando con l'intero equipaggio.